# Conde da Ribeira Grande
Conde da Ribeira Grande é um título nobiliárquico português criado por D. Afonso VI de Portugal, por Carta de 15 de Setembro de 1662, em favor de D. Manuel Luís Baltasar da Câmara, antes 4.º Conde de Vila Franca, 8.º Capitão-Donatário de São Miguel.
Titulares
1. D. Manuel Luís Baltasar da Câmara, 1.º Conde da Ribeira Grande, 4.º Conde de Vila Franca, 8.º Capitão-Donatário de São Miguel;
2. D. José Rodrigo da Câmara, 2.º Conde da Ribeira Grande, 9.º Capitão-Donatário de São Miguel;
3. D. Luís Manuel da Câmara, 3.º Conde da Ribeira Grande, 10.º Capitão-Donatário de São Miguel;
4. D. José da Câmara Teles, 4.º Conde da Ribeira Grande, 11.º Capitão-Donatário de São Miguel;
5. D. Guido Augusto da Câmara e Ataíde, 5.º Conde da Ribeira Grande, 12.º Capitão-Donatário de São Miguel;
6. D. Luís António José Maria da Câmara, 6.º Conde da Ribeira Grande;
7. D. José Maria Gonçalves Zarco da Câmara, 7.º Conde da Ribeira Grande;
8. D. Francisco Gonçalves Zarco da Câmara, 8.º Conde e 1.º Marquês da Ribeira Grande, 2.º Marquês de Ponta Delgada;
9. D. José Maria Gonçalves Zarco da Câmara, 9.º Conde da Ribeira Grande;
10. D. Vicente de Paula Gonçalves Zarco da Câmara, 10.º Conde da Ribeira Grande.

Após a Implantação da República Portuguesa e o fim do sistema nobiliárquico, usaram o título: 
1. D. José Maria Gonçalves Zarco da Câmara, 11.º Conde da Ribeira Grande;
2. D. José Vicente Gonçalves Zarco da Câmara, 12.º Conde e 2.º Marquês da Ribeira Grande;
3. D. José Cabral Gonçalves Zarco da Câmara, 13.º Conde da Ribeira Grande.